# Gustavsbergs arbetares uppköpsförening
Gustavsbergs arbetares uppköpsförening var  ett företag som bildades av arbetarna vid  Gustafsbergs porslinsfabriks i syfte att förbättra arbetarnas levnadsstandard.

## Historia
Företaget bildades efter att arbetarna vid porslinsfabriken klagat över de höga livsmedelspriserna vid Gustavsberg i en klagoskrift 1838. Efter klagomålet ombildades den befintliga handelsrörelsen på bruket till det kooperativa företaget Gustavsbergs arbetares uppköpsförening 1868. I och med omläggningen var varje arbetare, oavsett kön, skyldig att köpa en aktie á 10 riksdaler. Inledningsvis flyttade butiken runt men 1889 färdigställdes bolagsboden och butiken fick då en fast lokal.
Med tiden utvecklades föreningen till att bli mer och mer kooperativ företag, dock kunde varje person ha mer än en rösträtt vilket inte är överensstämmande med de kooperativa grundsatserna.[källa behövs]
Fackförbundet bildades 1919 och brukspatronen drog därefter in stödet till föreningen. Den 10 september 1919 inleddes förhandlingar med Kooperativa Förbundet för att kunna anslutas till denna. Vid ett extramöte 18 oktober 1919 beslutades enhälligt att föreningen skulle upplösas för att kunna anslutas till denna. Föreningen upplöstes således 31 december 1919. I dess ställe bildades Gustavsbergs Konsumtionsförening U.P.A. som övertog dess verksamhet samt hyreskontrakt på affärslokaler.[källa behövs]

## Styrelse
Ordförande var bruksdisponenten. Utöver ordföranden bestod styrelsen av fem arbetare.

## Verksamhet
Varuhandel skedde på kredit, kontanthandel var förbjuden. Skulden drogs sedan från arbetarens lön. Eventuellt överskott i verksamheten delades ut som procent på varje ägares inköpsbelopp. Överskottet betalades ut en gång per år och kunde uppgå till mellan 11 och 17 procent.
Anledningen till kredithandeln var att fabriksledningen var orolig för den höga alkoholkonsumtionen i samhället. Genom att kredithandeln undvek man att arbetaren använde pengarna till alkoholkonsumtion. Konsekvensen av kredithandeln blev att många familjer hamnade i skuld hos arbetsgivaren. Basvarorna var inte överprissatta men andra varor kunde vara det. En annan förklaring till skulderna var att man inte hade lärt sig att hushålla med sin inkomst.[källa behövs]